# Alraunen
Die Alraunen (Mandragora) sind eine Pflanzengattung in der Familie der Nachtschattengewächse (Solanaceae). Von den drei Arten kommt eine, die Gemeine Alraune (Mandragora officinarum) in Europa (Mittelmeerraum) vor. Diese Art wird vor allem durch ihre Kulturgeschichte oftmals als Ritual- und Zauberpflanze angesehen.

## Beschreibung

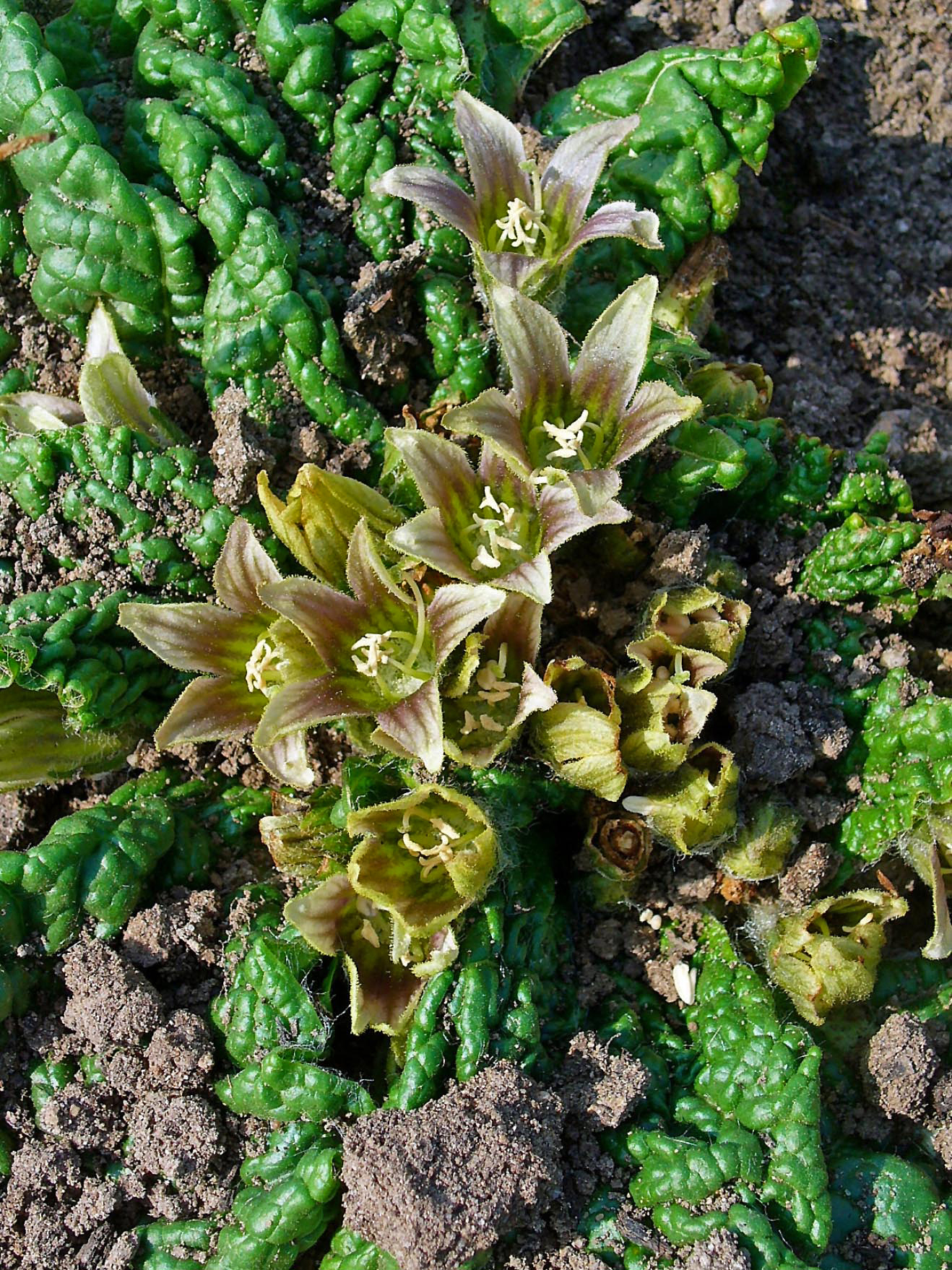
Habitus und Blüten der Gemeinen Alraune (Mandragora officinarum)

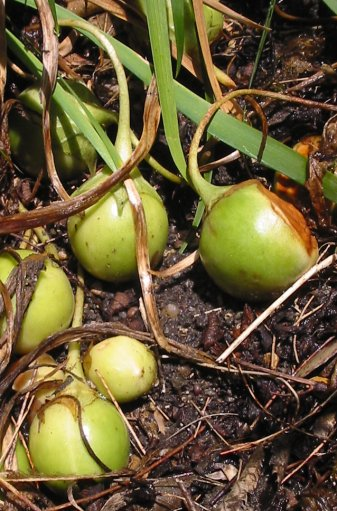
Früchte der Gemeinen Alraune (Mandragora officinarum)

### Vegetative Merkmale
Alraunen-Arten sind mehrjährige krautige Pflanzen. Sie sondern gelegentlich einen üblen Geruch ab. Sie sind stängellos und bilden eine Blattrosette, deren Durchmesser bis zu 1,5 m betragen kann. Die fleischigen, dicken Pfahlwurzeln der Alraunen werden meist bis zu 20 cm lang, sind oftmals gegabelt und sind dadurch nicht selten einer menschlichen Gestalt ähnlich.
Die einfachen Laubblätter sind eiförmig bis eiförmig-länglich, meist 5 bis 25 cm lang, die Grundblätter können jedoch auch bis zu 80 cm lang werden, sie sind beinahe stiellos oder laufen an bis zu 7 cm langen Blattstielen herab. Die Blattoberseite ist runzelig-blasig; der Blattrand ist geschwungen, gezähnt oder flatterig gewellt.

### Blüten
Die Blüten stehen einzeln in den Blattachseln in der Mitte der Blattrosette, gelegentlich sind sie hängend. Die Blütenstiele sind 2 bis über 7 cm lang.
Die zwittrigen Blüten sind radiärsymmetrisch und fünfzählig mit doppelter Blütenhülle. Die fünf meist 8 bis 18 (5 bis 20) mm langen Kelchblätter sind zu einer Kelchröhre verwachsen, die kürzer als die Kelchzipfel ist. Die gleichgestaltigen Kelchzipfel sind dreieckig mit länglich zugespitztem oberen Ende. Die fünf Kronblätter sind bis zur Hälfte ihre Länge oder weniger untereinander verwachsen und bilden eine 1 bis 4 cm lange, glockenförmige Krone. Die Farbe der Krone ist grünlich-weiß, gelb, dunkelviolett, violett oder blau. Die Kronzipfel sind breit oder schmal dreieckig oder breit elliptisch mit abgestumpftem oberen Ende. Die Kronröhre ist etwas länger oder deutlich kürzer als die Kronzipfel. Die Staubblätter sind in der unteren Hälfte der Krone nahe der Basis mit dieser verwachsen. Die Staubfäden sind zur Blütenmitte hin gebogen und länger als die Staubbeutel. Die Staubbeutel sind meist 3 bis 4 (1,5 bis 4,5) mm lang. Das Konnektivgewebe ist dick und fleischig. Der fadenförmige Griffel endet in einer kopfigen und leicht zweigelappten Narbe.

### Früchte und Samen
Die saftigen Beeren sind kugelig mit einem Durchmesser von meist 2 bis 3 (1,5 bis 5) cm oder elliptisch, dabei gelegentlich zugespitzt mit einer Länge von etwa 5,5 cm und einer Breite von etwa 4,5 cm. Bei Vollreife strömen sie einen angenehmen Geruch aus, der jedoch bald schwer und unangenehm wird. Während der Fruchtreife vergrößert sich der Kelch, so dass er die Frucht überragt, jedoch auch deutlich kürzer bleiben kann. Die Größe der Samen beträgt je nach Art etwa 2,5 × 2,2 mm oder 4 × 5 mm bis 6 × 7 mm.

## Verbreitung
Alraunen sind im gesamten Mittelmeerraum und über Zentralasien bis in den Himalaya verbreitet.

## Systematik
Die Gattung Mandragora wurde durch Carl von Linné aufgestellt.
Die Gattung Mandragora besteht aus drei Arten:
- Himalaya-Alraune (Mandragora caulescens C.B.Clarke)
- Gemeine Alraune (Mandragora officinarum L.)
- Turkmenische Alraune (Mandragora turcomanica Mizgir.)

Die lange als eigenständige Art (und von Sebastian Killermann als die „weibliche“ Alraune) angesehene Herbst-Alraune (Mandragora autumnalis Bertol.) wird in neuerer Literatur nur mehr als Synonym zur Gemeinen Alraune (Mandragora officinarum L., synonym: Mandragora vernalis Bert.) geführt.

## Verwendung und Inhaltsstoffe
In der iranischen Provinz Golestan werden die aromatischen Blätter und Beeren der Turkmenischen Alraune als Lebensmittel verwendet. Dennoch ist zu beachten, dass alle Teile der Alraune sehr giftig sind. Der Verzehr oder Konsum von nur geringen Mengen kann den Tod durch Atemlähmung zur Folge haben. In Spanien wird ein Alraunenlikör mit Alraunenextrakt sowie weiteren Kräutern hergestellt.
Die toxische Wirkung wird durch die Alkaloide Scopolamin und Hyoscyamin (wandelt sich beim Isolieren um in Atropin) hervorgerufen.